# صالحیه (شرقیه)
صالحیه نام شهر و شهرستانی در استان شرقیه مصر است.ناصرخسرو در سفرنامه خود به آن اشاره دارد که روستایی است پر نعمت.